# Иванов, Иван Иванович (полный кавалер ордена Славы)
Иван Иванович Иванов (1925—1977) — ефрейтор Рабоче-крестьянской Красной Армии, участник Великой Отечественной войны, полный кавалер ордена Славы.

## Биография

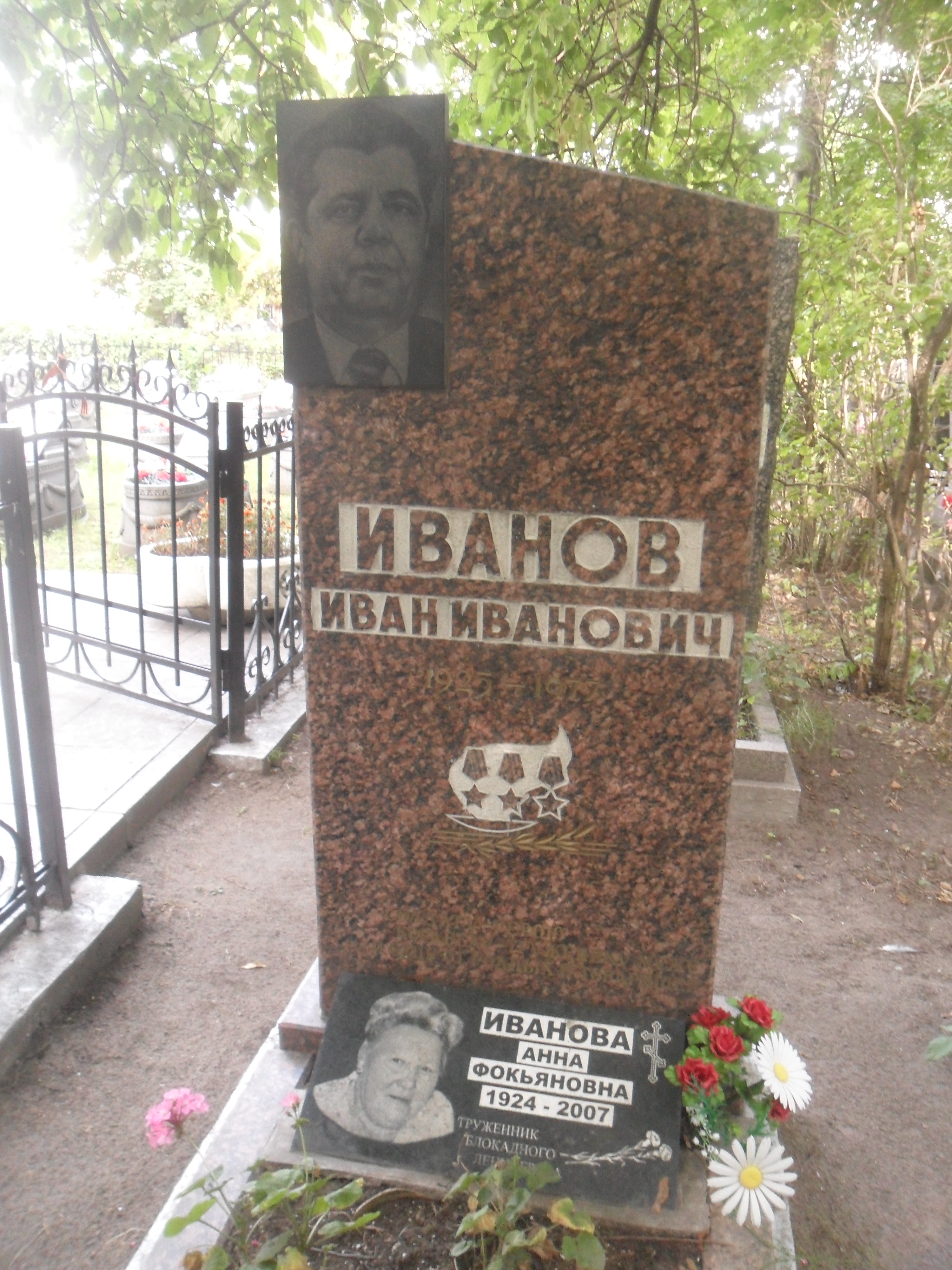
Могила Иванова на Красненьком кладбище Санкт-Петербурга.

Иван Иванов родился 24 января 1925 года на территории современного Кимрского района Тверской области. После окончания десяти классов школы учился в ремесленном училище в Ленинграде. В начале Великой Отечественной войны был отправлен в эвакуацию в Уральск, после окончания училища работал токарем на заводе. В январе 1943 года Иванов был призван на службу в Рабоче-крестьянскую Красную Армию. С декабря того же года — на фронтах Великой Отечественной войны, воевал разведчиком взвода пешей разведки 566-го стрелкового полка 153-й стрелковой дивизии 49-й армии 2-го Белорусского фронта. Неоднократно отличался во время освобождения Белорусской ССР.
30 декабря 1943 года в бою у населённого пункта Ляды в 60 километрах к юго-востоку от Витебска Иванов лично уничтожил несколько вражеских солдат, сам получил ранение, но продолжал сражаться. 21 января 1944 года он был награждён орденом Славы 3-й степени.
15 января 1944 года у населённого пункта Большие Бобовики в 25 километрах к юго-востоку от Витебска Иванов, скрытно подобравшись к немецкому пулемёту, гранатами подорвал его расчёт, обеспечив успешные действия подразделения. 30 января 1944 года он был награждён орденом Славы 2-й степени.
25 июня 1944 года в бою в районе деревни Дубровка Могилёвской области Иванов в составе разведгруппы пробрался во вражеский тыл, где лично уничтожил пулемётный расчёт противника, а затем, ведя огонь из трофейного пулемёта, подавил две другие огневые точки. 2 июля 1944 года он участвовал в переправе через Березину в районе деревни Жорновка Березинского района Минской области, ведя наблюдение за передвижениями противника. Во время отражения шести массированных немецких контратак Иванов получил ранение, но продолжал сражаться. В 1944 году он по ранению был демобилизован.
Указом Президиума Верховного Совета СССР от 24 марта 1945 года за «исключительное мужество, отвагу и бесстрашие, проявленные в боях с гитлеровскими захватчиками» ефрейтор Иван Иванов был награждён орденом Славы 1-й степени за номером 2684.
Проживал и работал в Ленинграде. Умер 8 июня 1977 года, похоронен на Красненьком кладбище Ленинграда.
Был также награждён орденом Отечественной войны 2-й степени и рядом медалей.